# سوسمار واحه
سوسمار واحه (نام علمی: Wahasuchus) نام یک سرده از نوسوسماران است.